# Tadeusz Jejde
Tadeusz Jejde (ur. 1886 w Krakowie, zm. 2 grudnia 1944 w Łowiczu) – polski aktor teatralny.

## Kariera zawodowa
Debiutował w 1905 w Teatrze Miejskim w Krakowie w roli Młodego człowieka w przedstawieniu Cyrano de Bergerac. Od 1909 r. występował w krakowskim Teatrze Ludowym. Po przerwie spowodowanej wybuchem I wojny światowej pracował kolejno w teatrach: Narodowym w Toruniu (sez. 1920/1921), w Wilnie (sez. 1923/1924), w Grudziądzu (1925/26) i ponownie w Toruniu (1925–1939), w tym samym teatrze wchodzącym w skład Zjednoczonych Teatrów Pomorskich Bydgoszcz-Toruń-Grudziądz. Tam również obchodził jubileusz trzydziestolecia pracy artystycznej w przedstawieniu Świerszcz z kominem (1934) w reżyserii Władysława Brackiego. Najczęściej grał drugo- i trzecioplanowe role charakterystyczne m.in. Organistę (Zaczarowane koło), Twardosza (Dożywocie) i Upiora (Wesele).

## Życie prywatne
Jego ojcem był aktor i reżyser Juliusz Jejde, a bratem dziennikarz Juliusz Irydiusz Jejde. Był żonaty z tancerką baletową Adelą Sachs.